# Кочетов, Пётр Трофимович
Пётр Трофи́мович Ко́четов (5 января 1885, п. Юрино, Юринская волость, Васильсурский уезд, Нижегородская губерния, Российская империя — 13 марта 1937, г. Йошкар-Ола, Марийская АССР, РСФСР, СССР) — советский революционный деятель, партийно-советский работник. Директор Марийского областного музея (ныне — Национального музея Республики Марий Эл им. Т. Евсеева) (1931—1935). Член РСДРП(б) с 1905 года, делегат V, VII—IX Всероссийских съездов Советов (1918). Участник Первой мировой войны.

## Биография
Родился в п. Юрино ныне Юринского района Марий Эл в семье кустаря-кожевенника. Образование низшее, окончил Юринскую школу. С 1898 года работал на кожевенно-рукавичном заводе.
Член РСДРП(б) с 1905 года, в 1905—1916 годах был членом социал-демократического кружка под руководством К. Касаткина. За революционную деятельность подвергался арестам: был приговорён к 1 году тюрьмы, находился под негласным надзором полиции.
Участник I мировой войны. В 1918—1919 годах — председатель Васильсурского уездного исполкома.
Как делегат V Всероссийского съезда Советов (1918) принимал участие в принятии первой Конституции РСФСР. Также был делегатом VII-IX Всероссийских съездов Советов.
Партийный и советский работник органов ряда уездов Нижегородской и Астраханской губерний.
С 1928 года был секретарём Мари-Турекского кантонного комитета ВКП(б), с 1929 года — заместителем заведующего областным землеуправлением, секретарём коллегии Марийской областной контрольной комиссии ВКП(б).
В 1931—1935 годах руководил Марийским областным музеем (ныне — Национальный музей Республики Марий Эл им. Т. Евсеева).
Умер 13 марта 1937 года в г. Йошкар-Оле после тяжёлой болезни.

## Музейная деятельность
П. Т. Кочетов — директор Марийского областного музея в 1931—1935 годах. В 1931 году предыдущий директор музея Т. Е. Евсеев был арестован по сфальсифицированному делу и выслан в Нижний Новгород. После этого Марийскому областному музею не удавалось сразу наладить привычную работу. При новом директоре П. Т. Кочетове в июне 1932 года музей был переведён в бывшую Троицкую церковь г. Йошкар-Олы. В не приспособленном для работы музея здании удалось провести лишь одну краткосрочную выставку достижений Марийской автономной области к 15-летию Октябрьской революции. После капитального ремонта здания церкви в 1934 году были созданы условия для восстановления работы музея, был оборудован целый этаж для картинной галереи.
В апреле 1934 года Марийский областной музей из бывшей Троицкой церкви был переведён в другое здание — бывший второй дом Пчелина по улице Красноармейской, д. 6 в г. Йошкар-Оле. В 1935 году при директоре П. Т. Кочетове вернулся из ссылки основатель музея Т. Е. Евсеев, который стал работать в должности заместителя директора. В последние годы жизни П. Т. Кочетов тяжело болел, поэтому руководителем музея после него стал Т. Е. Евсеев.